# Glandulonodosaria
Glandulonodosaria es un género de foraminífero bentónico de la familia Glandulonodosariidae, de la superfamilia Nodosarioidea, del suborden Lagenina y del orden Lagenida. Su especie-tipo es Nodosaria ambigua. Su rango cronoestratigráfico abarca desde el Pleistoceno medio hasta el Holoceno.

## Clasificación
Glandulonodosaria incluye a la siguiente especie:
- Glandulonodosaria ambigua
- Glandulonodosaria colomi
- Glandulonodosaria glandigena
- Glandulonodosaria heterosculpta
- Glandulonodosaria lutzei
- Glandulonodosaria trincherasensis

Otras especies consideradas en Glandulonodosaria son:
- Glandulonodosaria annulata, aceptado como Glandulina annulata
- Glandulonodosaria calomorpha, aceptado como Lotostomoides calomorphum
- Glandulonodosaria ittai, aceptado como Dentalina ittai